# 전주천
전주천(全州川/영어: JeonjuCheon)은 대한민국 전북특별자치도 완주군 상관면 용암리 8번지에서 발원하여 전북특별자치도 전주시 덕진구 고랑동에서 만경강과 합류하는 전북특별자치도의 하천이다. 총 길이는 30km이며, 국가 하천 구간은 6.81km, 지방하천 구간은 25.69km이다.